# H. H. ter Balkt
Herman Hendrik ter Balkt, né le 17 septembre 1938 à Usselo (Overijssel) et mort le 9 mars 2015 à Nimègue, est un poète néerlandais connu sous le nom de H. H. ter Balkt,,.

## Récompenses
Il a gagné de nombreux prix durant sa carrière, dont le Prix Jan Campert (1988), le Prix Constantijn Huygens (1998) et le Prix P.C. Hooft (2003).